# 富田林市
富田林市（日语：／ Tondabayashi shi */?）是位于日本大阪府東南部石川沿岸區域的城市。轄內南部為丘陵地，西部與大阪狹山市交界處則有金剛新市鎮。

## 歷史
現在的富田林市東半部區域在令制國時代屬於河內國石川郡，西半部則屬於錦部郡；南北朝時代被後人稱為武神的武將楠木正成曾在此築有嶽山城和金胎寺城。16世紀戰國時代末期，京都興正寺在此建立興正寺別院，並大量購買土地建立寺內町，開始帶動本地的發展。
江戶時代後，現在的富田林市的北部及主要市區成為幕府的直屬領地，另外西部及南部區域屬於小田原藩、下館藩和膳所藩。19世紀末明治維新後，這些區域曾先後隸屬大坂裁判所司農局、大阪府司農局、大阪府南司農局、河內縣、堺縣、五條縣、下館縣、膳所縣，直到1881年後才隸屬大阪府。
1889年日本實施町村制，現在的富田林市轄區在當時分屬：富田林村、新堂村、喜志村、大伴村、川西村、錦郡村、彼方村、東條村共八個行政區劃；其中富田林村先在1896年改制為富田林町，1942年富田林町與新堂村、喜志村、大伴村、川西村、錦郡村、彼方村合併為新設立的富田林町，1950年富田林町改制為富田林市，最後東條村又於1957年併入，形成現在富田林市的轄區範圍。

### 變遷表
| 1889年4月1日 | 1889年 - 1926年            | 1926年 - 1944年             | 1945年 - 1954年       | 1955年 - 1988年            | 1989年 - 現在 | 現在     |
| ------------ | -------------------------- | --------------------------- | --------------------- | -------------------------- | ------------- | -------- |
| 東條村       | 東條村                     | 東條村                      | 東條村                | 1957年1月15日 併入富田林市 | 富田林市      | 富田林市 |
| 富田林村     | 1896年8月8日 富田林町      | 1942年4月1日 合併為富田林町 | 1950年4月1日 富田林市 | 1950年4月1日 富田林市      | 富田林市      | 富田林市 |
| 新堂村       |                            | 1942年4月1日 合併為富田林町 | 1950年4月1日 富田林市 | 1950年4月1日 富田林市      | 富田林市      | 富田林市 |
| 喜志村       |                            | 1942年4月1日 合併為富田林町 | 1950年4月1日 富田林市 | 1950年4月1日 富田林市      | 富田林市      | 富田林市 |
| 大伴村       |                            | 1942年4月1日 合併為富田林町 | 1950年4月1日 富田林市 | 1950年4月1日 富田林市      | 富田林市      | 富田林市 |
| 廿山村       | 1899年3月30日 改名為川西村 | 1942年4月1日 合併為富田林町 | 1950年4月1日 富田林市 | 1950年4月1日 富田林市      | 富田林市      | 富田林市 |
| 錦郡村       |                            | 1942年4月1日 合併為富田林町 | 1950年4月1日 富田林市 | 1950年4月1日 富田林市      | 富田林市      | 富田林市 |
| 彼方村       |                            | 1942年4月1日 合併為富田林町 | 1950年4月1日 富田林市 | 1950年4月1日 富田林市      | 富田林市      | 富田林市 |

## 交通
轄內最主要的鐵路交通路線為近畿日本鐵道長野線，以南北向沿著石川左岸通過主要市區；南海電氣鐵道高野線則是沿著轄區西側通過金剛新市鎮。

### 鐵路
- 近畿日本鐵道
  -  長野線：（羽曳野市） - 喜志車站 - 富田林車站 - 富田林西口車站 - 川西車站 - 瀧谷不動車站 - （河內長野市）
- 南海電氣鐵道
  -  高野線：（←大阪狹山市） - 瀧谷車站 - （河內長野市→）

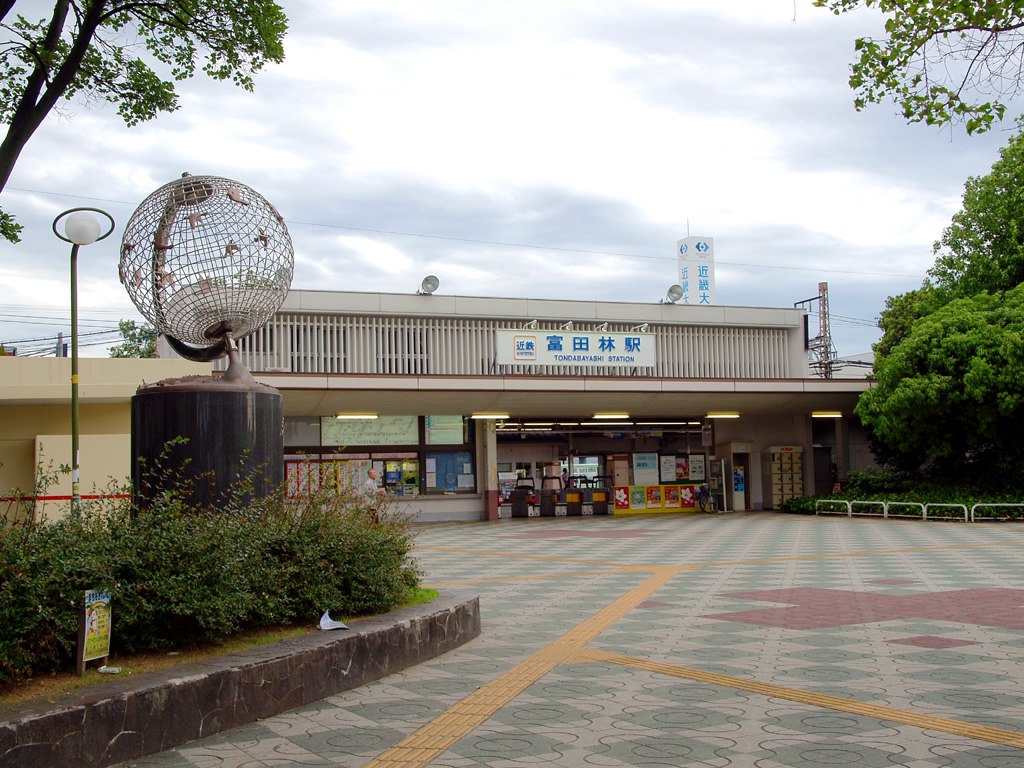
富田林車站
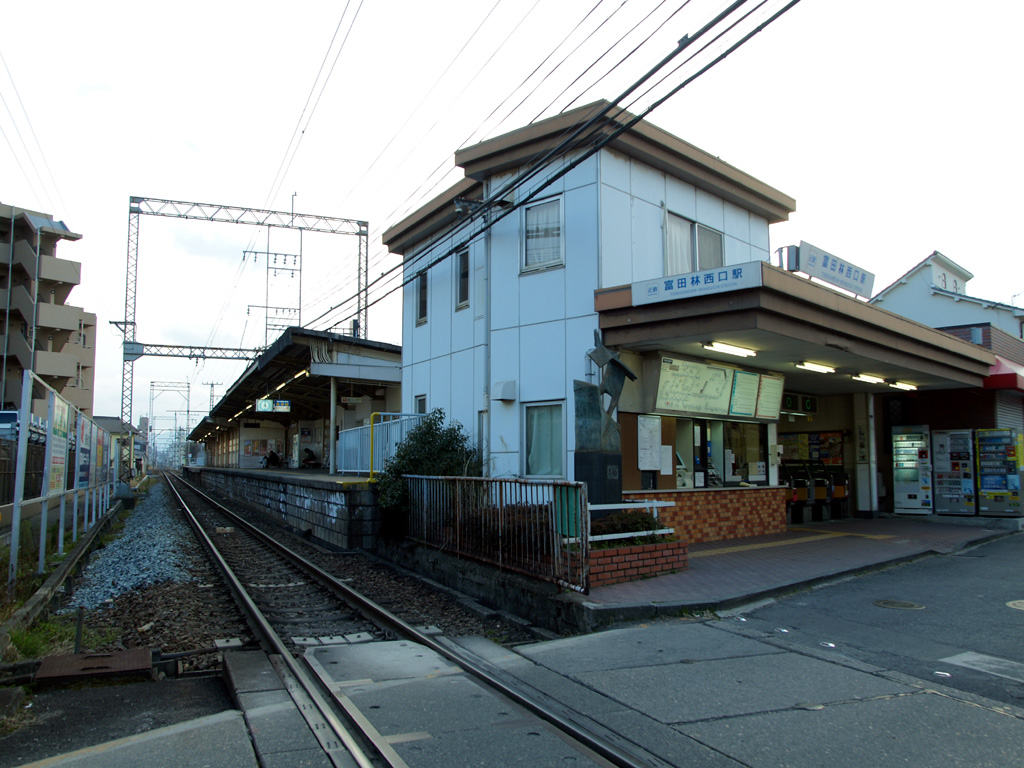
富田林西口車站
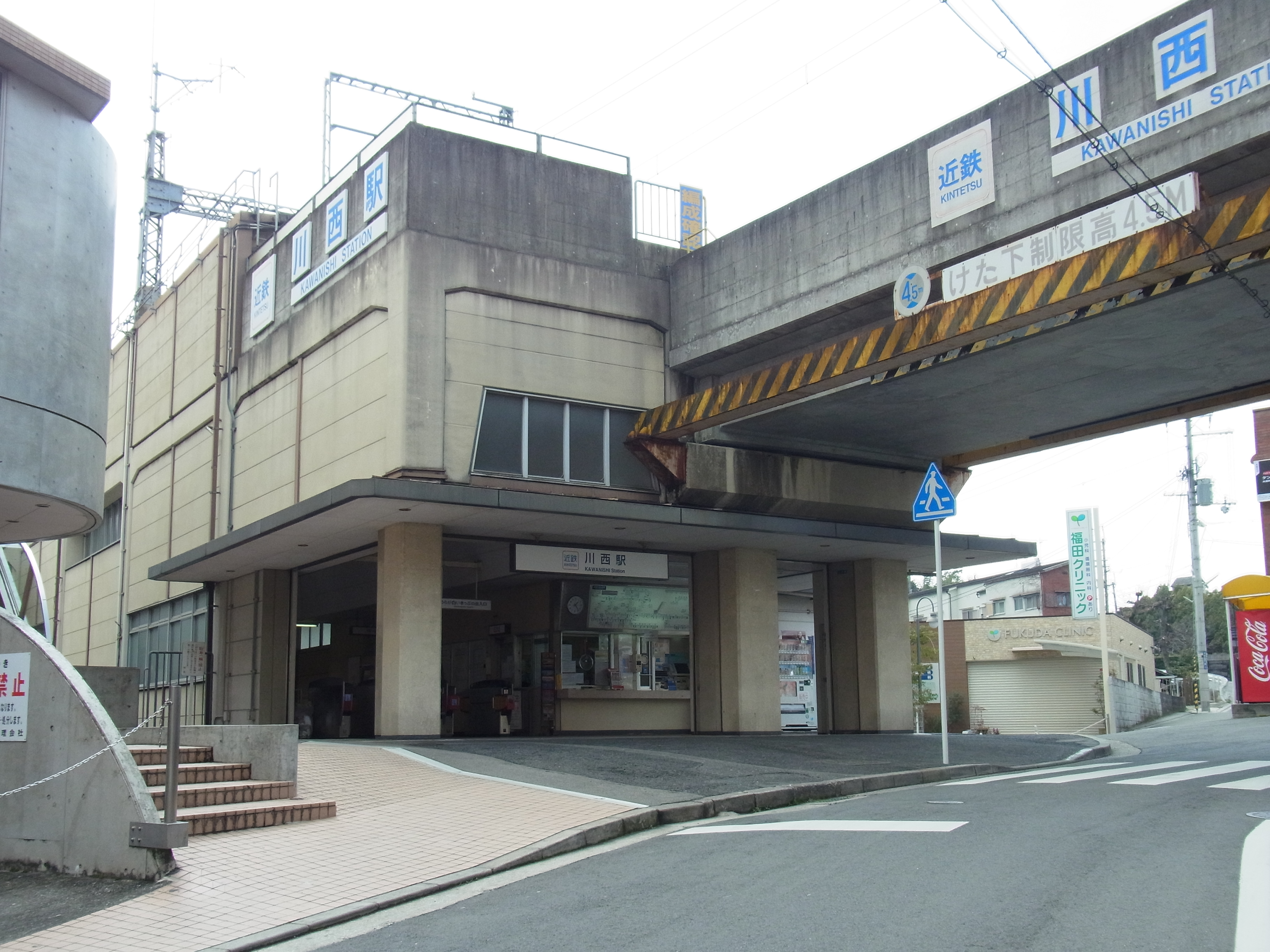
川西車站
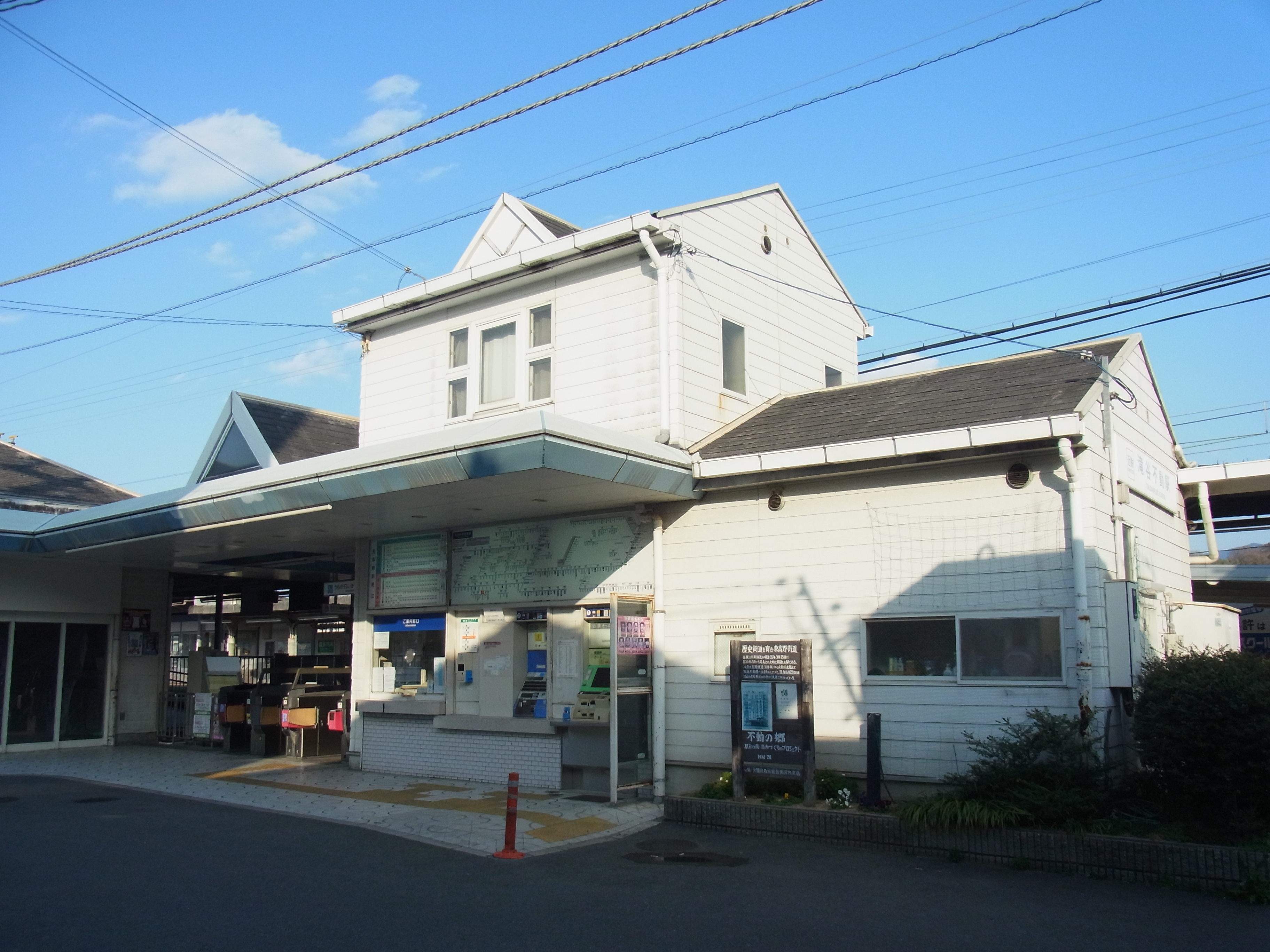
瀧谷不動車站
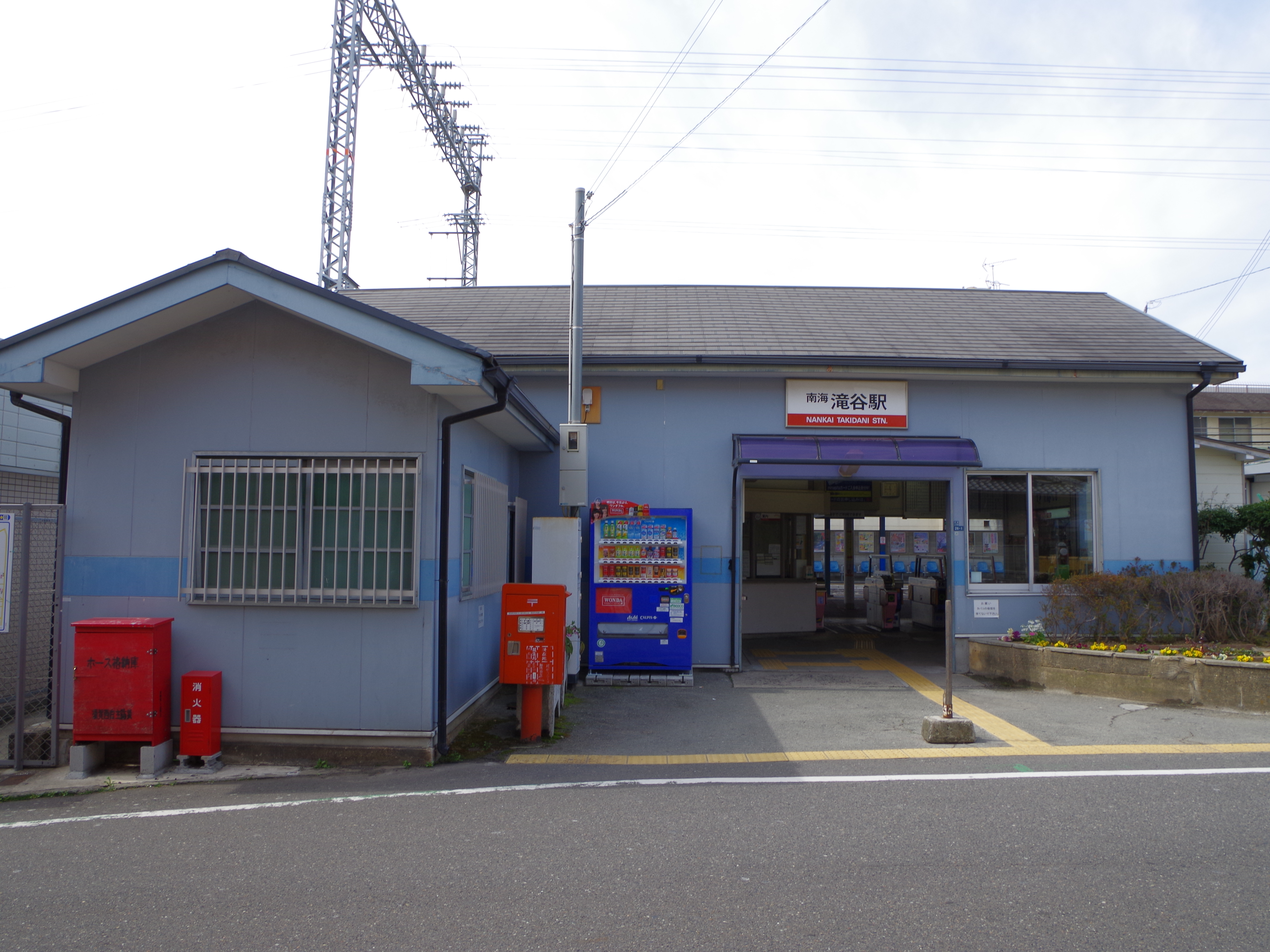
瀧谷車站

## 觀光資源
富田林寺內町為興正寺別院自16世紀末在此建立的寺內町，該區域現仍留有大量18世紀至19世紀期間建造之建築，現已被選為重要傳統的建造物群保存地區，現也是大阪府轄內唯一的重要傳統的建造物群保存地區。
另由於完美自由教團的本部設於此，其本部以及每年固定舉辦的烟火表演教祖祭PL煙火藝術也成為富田林的固定活動。

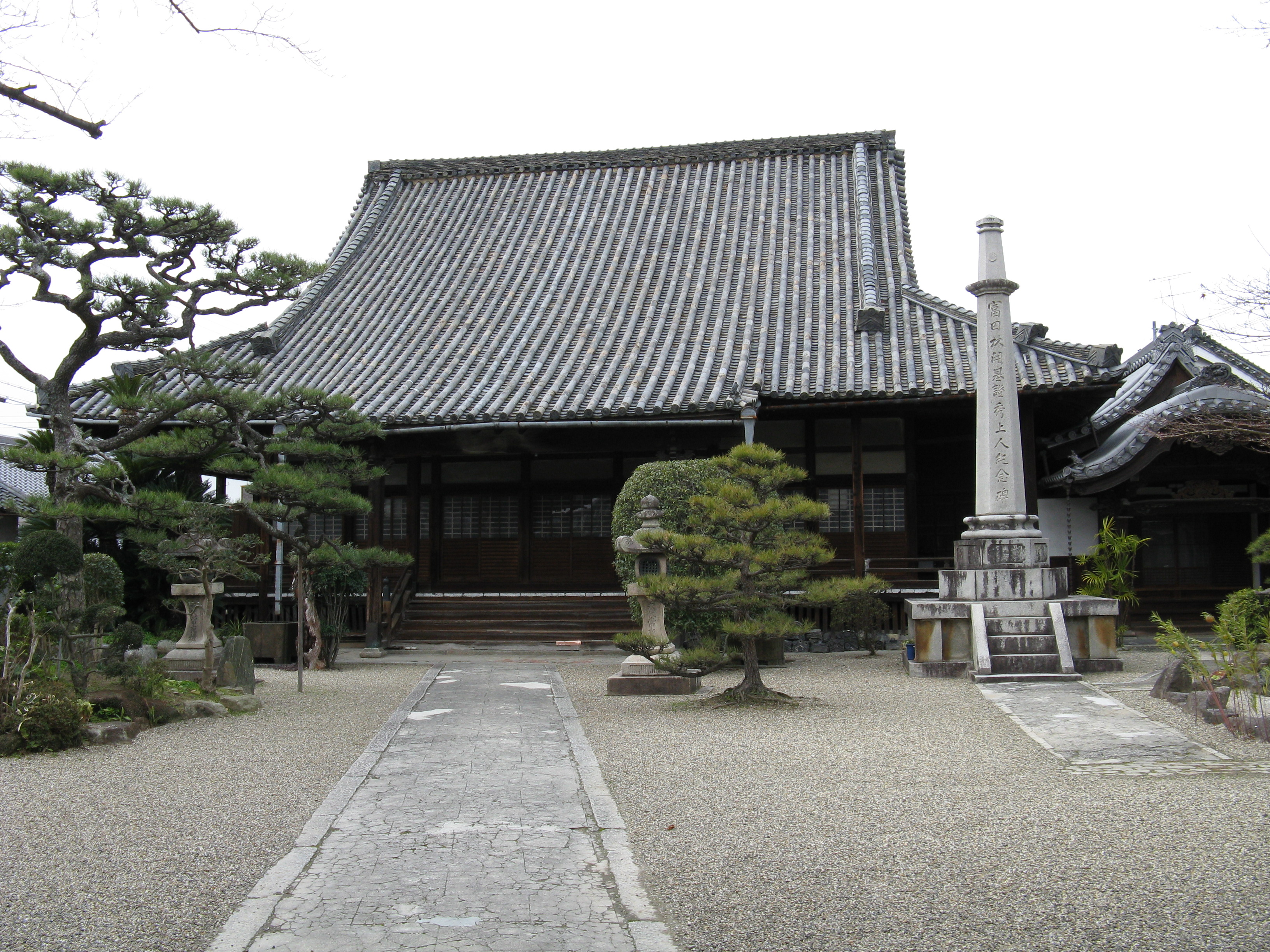
興正寺別院
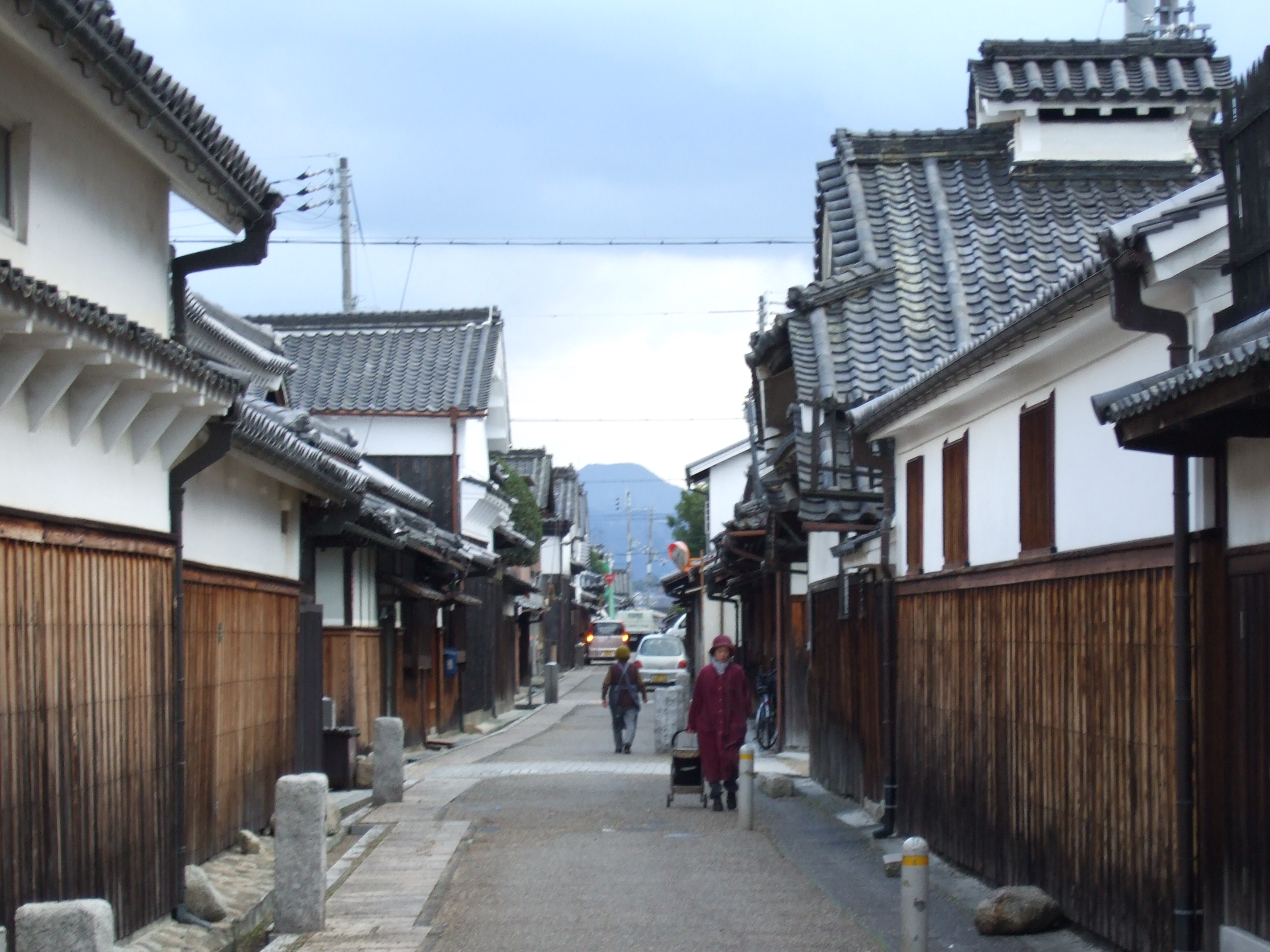
富田林寺内町
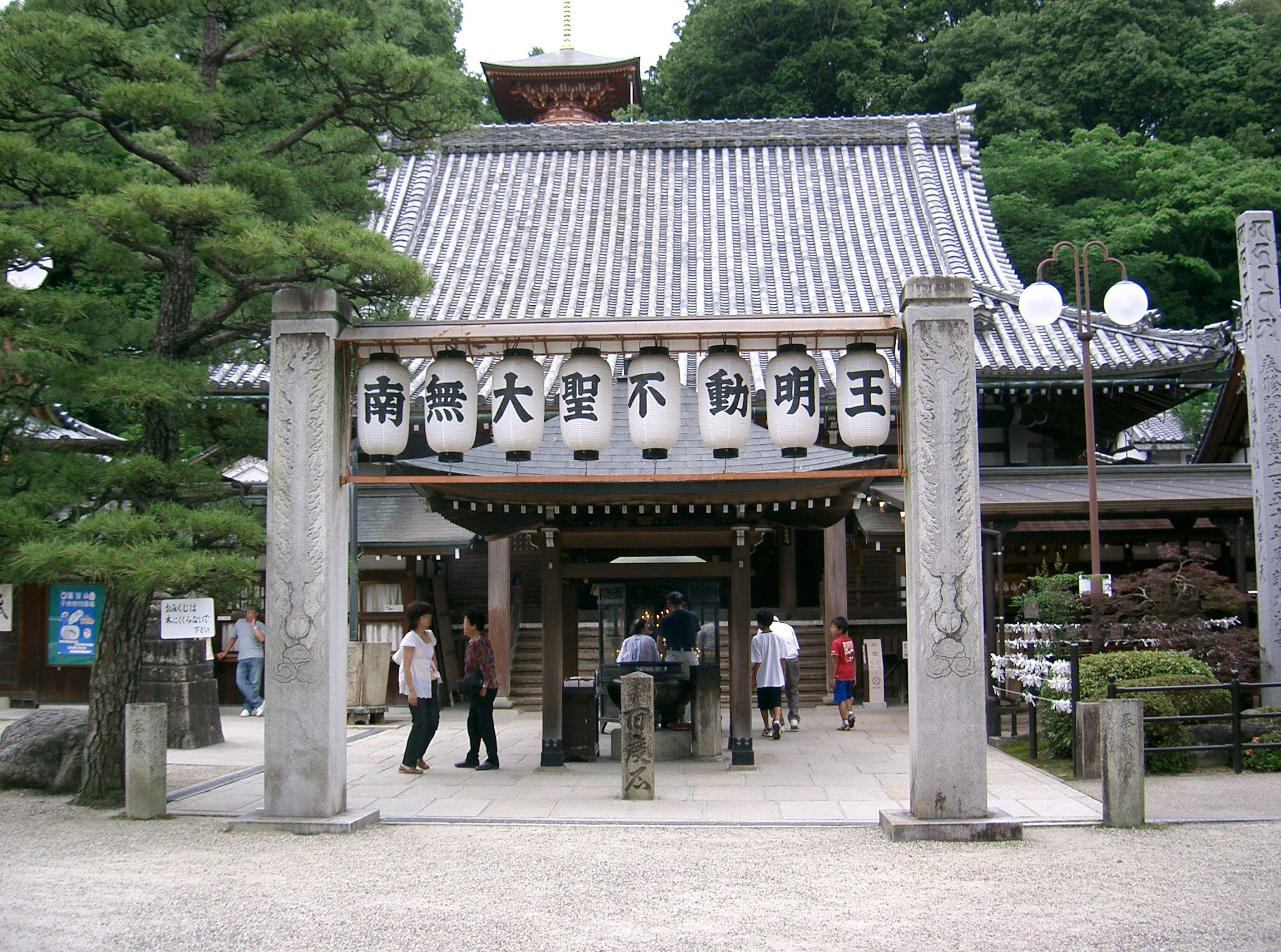
瀧谷不動明王寺
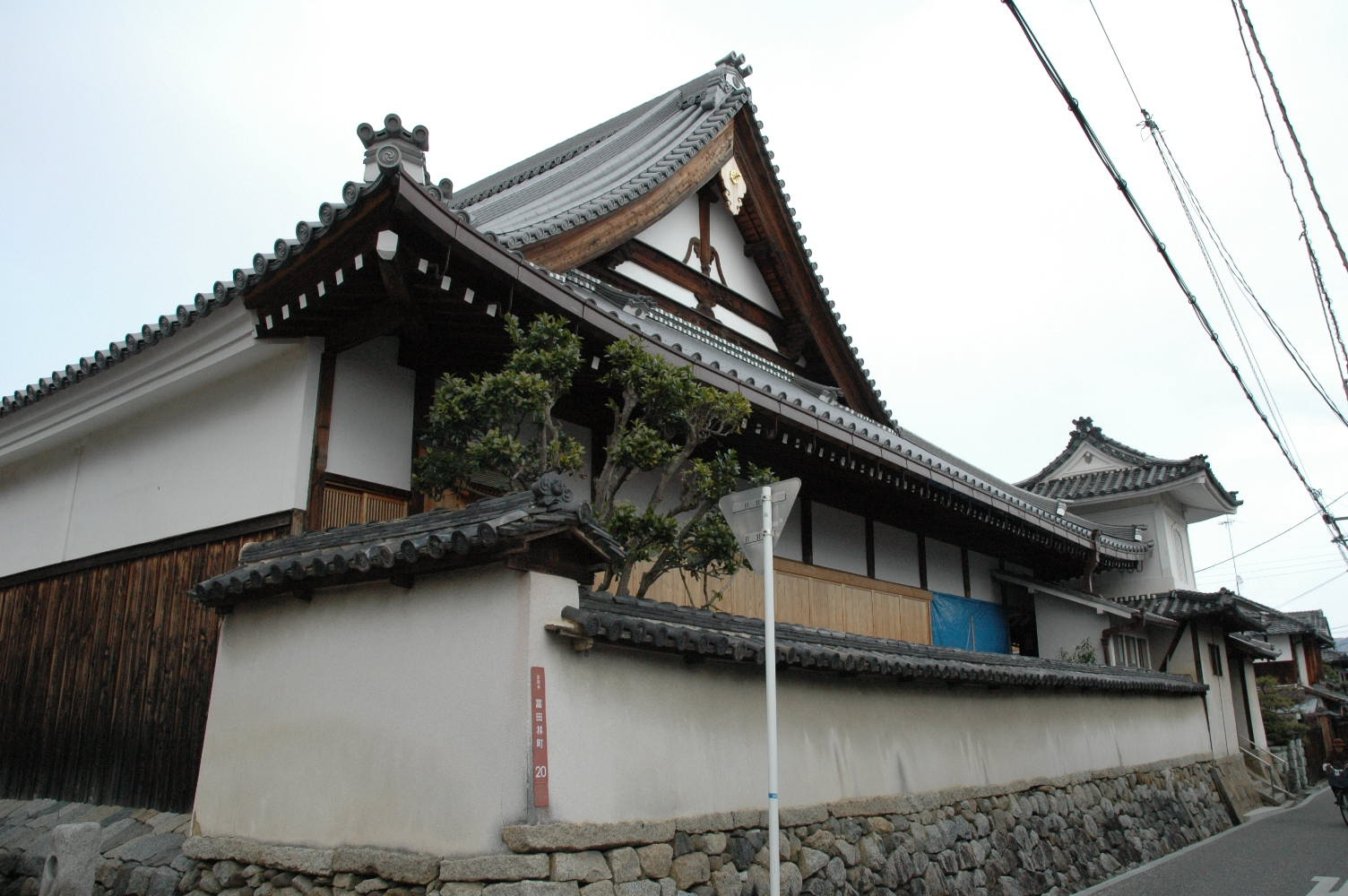
妙慶寺
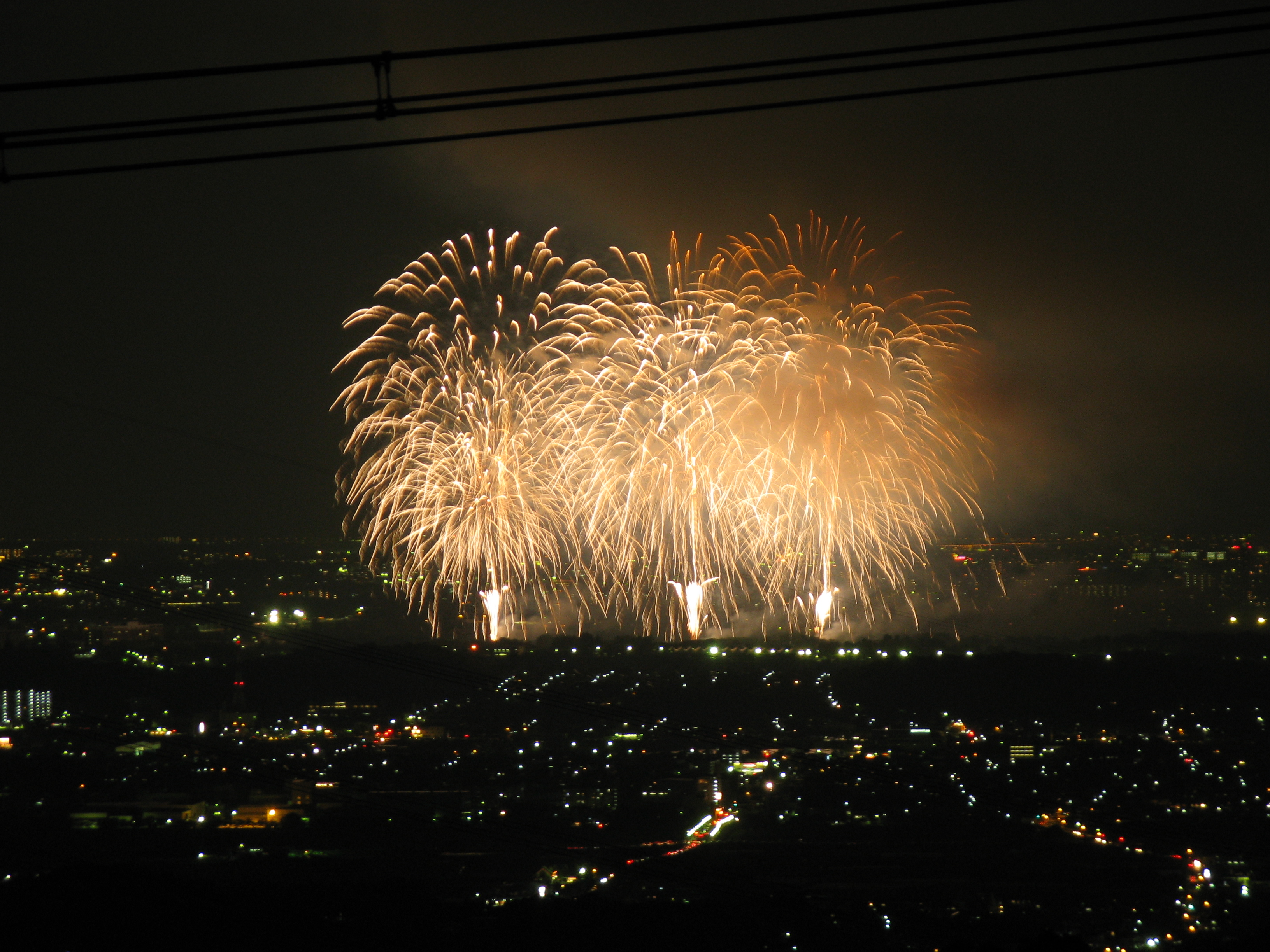
2010年的教祖祭PL煙火藝術

## 教育
由於日本的新興教派完美自由教團（通稱PL教團）於1955年將本部遷移至此，陸續在此開設了PL学园中学校及高等学校、小學校、幼稚園、衛生看護專門學校、女子短期大學一系列的教育機構。其中PL学园女子短期大学已於2009年關閉，而PL學園高等學校則是以體育活動著名的高中，其棒球部、劍道部、高爾夫球部都曾多次在全國大賽獲得優勝。
除PL教團的學校外，轄內還有由淨土真宗大谷派所創立的大阪大谷大學。

## 姊妹、友好城市
- 伯利恆（美國宾夕法尼亚州利哈伊縣和北安普頓縣）
- 彭州市（中國四川省成都市）

## 本地出身之名人
- 岸本忠三：免疫學者、美國國家科學院外籍院士，日本學士院會員、羅伯·柯霍獎、克拉福德奖得主，曾擔任大阪大學校長。
- 宫本恒靖：足球選手
- 平尾壯（日语：平尾壮）：足球選手

## 外部連結
- （日語） 富田林市政府的Facebook專頁
- （日語） 富田林市的X（前Twitter）